# SC Emma in het seizoen 1957/58
Het seizoen 1957/1958 was het vierde en laatste jaar in het bestaan van de Dordtse betaaldvoetbalclub Emma. De club kwam uit in de Tweede divisie A en eindigde daarin op de 10e plaats. Na dit seizoen keerde de club terug naar de amateurs.

## Wedstrijdstatistieken

### Tweede divisie A
|       | Baronie | DHC   | DOSKO | EBOH  | 't Gooi | Hilversum | LONGA | ONA   | UVS   | De Valk | Wilhelmina | Zeist | ZFC   |
| ----- | ------- | ----- | ----- | ----- | ------- | --------- | ----- | ----- | ----- | ------- | ---------- | ----- | ----- |
| Thuis | 2 – 2   | 1 – 0 | 4 – 4 | 3 – 1 | 1 – 1   | 3 – 2     | 0 – 1 | 0 – 3 | 1 – 4 | 1 – 1   | 1 – 1      | 1 – 3 | 0 – 0 |
| Uit   | 2 – 0   | 0 – 1 | 2 – 1 | 1 – 1 | 2 – 3   | 1 – 2     | 4 – 1 | 2 – 2 | 1 – 4 | 3 – 2   | 9 – 3      | 1 – 0 | 2 – 0 |

## Statistieken Emma 1957/1958

### Eindstand Emma in de Nederlandse Tweede divisie A 1957 / 1958
| Stand | Gespeeld | Gewonnen | Gelijk | Verloren | Punten | Doelpunten voor | Doelpunten tegen |
| ----- | -------- | -------- | ------ | -------- | ------ | --------------- | ---------------- |
| 10e   | 26       | 7        | 8      | 11       | 22     | 38              | 53               |

### Topscorers
| Competitie \| # \| Naam \| \| \| ------ \| ---------------- \| -- \| \| 1. \| Leen Hubert \| 13 \| \| 2. \| Piet Haksteen \| 4 \| \| 2. \| C. de Jager \| 4 \| \| 4. \| Wim Stolk \| 3 \| \| 4. \| Jan de Visser \| 3 \| \| 4. \| De Visser \| 3 \| \| 7. \| Jur van der Gijp \| 2 \| \| 7. \| Leen de Visser \| 2 \| \| 9. \| Advocaat \| 1 \| \| 9. \| De Bie \| 1 \| \| 9. \| Eef Stolk \| 1 \| \| 9. \| Stolk \| 1 \| \| Totaal \| Totaal \| 38 \| |                  |      |
| # | Naam             | Goal |
| 1. | Leen Hubert      | 13   |
| 2. | Piet Haksteen    | 4    |
| 2. | C. de Jager      | 4    |
| 4. | Wim Stolk        | 3    |
| 4. | Jan de Visser    | 3    |
| 4. | De Visser        | 3    |
| 7. | Jur van der Gijp | 2    |
| 7. | Leen de Visser   | 2    |
| 9. | Advocaat         | 1    |
| 9. | De Bie           | 1    |
| 9. | Eef Stolk        | 1    |
| 9. | Stolk            | 1    |
| Totaal | Totaal           | 38   |

### Punten per speelronde
| Speelronde | 1 | 2 | 3 | 4 | 5 | 6 | 7 | 8 | 9 | 10 | 11 | 12 | 13 | 14 | 15 | 16 | 17 | 18 | 19 | 20 | 21 | 22 | 23 | 24 | 25 | 26 |
| ---------- | - | - | - | - | - | - | - | - | - | -- | -- | -- | -- | -- | -- | -- | -- | -- | -- | -- | -- | -- | -- | -- | -- | -- |
| Punten     | 0 | 2 | 0 | 1 | 2 | 0 | 0 | 1 | 0 | 2  | 1  | 2  | 2  | 0  | 1  | 0  | 0  | 1  | 0  | 1  | 2  | 0  | 1  | 2  | 0  | 1  |

### Punten na speelronde
| Speelronde | 1 | 2 | 3 | 4 | 5 | 6 | 7 | 8 | 9 | 10 | 11 | 12 | 13 | 14 | 15 | 16 | 17 | 18 | 19 | 20 | 21 | 22 | 23 | 24 | 25 | 26 |
| ---------- | - | - | - | - | - | - | - | - | - | -- | -- | -- | -- | -- | -- | -- | -- | -- | -- | -- | -- | -- | -- | -- | -- | -- |
| Punten     | 0 | 2 | 2 | 3 | 5 | 5 | 5 | 6 | 6 | 8  | 9  | 11 | 13 | 13 | 14 | 14 | 14 | 15 | 15 | 16 | 18 | 18 | 19 | 21 | 21 | 22 |

### Doelpunten per speelronde
| Speelronde | 1 | 2 | 3 | 4 | 5 | 6 | 7 | 8 | 9 | 10 | 11 | 12 | 13 | 14 | 15 | 16 | 17 | 18 | 19 | 20 | 21 | 22 | 23 | 24 | 25 | 26 | Totaal |
| ---------- | - | - | - | - | - | - | - | - | - | -- | -- | -- | -- | -- | -- | -- | -- | -- | -- | -- | -- | -- | -- | -- | -- | -- | ------ |
| Doelpunten | 0 | 2 | 1 | 1 | 3 | 0 | 0 | 1 | 0 | 4  | 1  | 1  | 3  | 1  | 4  | 2  | 1  | 1  | 0  | 0  | 3  | 3  | 2  | 1  | 1  | 2  | 38     |